# Nimbaphrynoides occidentalis
Nimbaphrynoides occidentalis o sapo vivíparo del monte Nimba es una especie de anfibio anuro de la familia de sapos Bufonidae. Es la única especie del género Nimbaphrynoides. Es endémica de la zona del monte Nimba (Guinea, Liberia y Costa de Marfil). Es una rana vivípara, es decir, la hembra da a luz a sus crías en lugar de poner huevos, como es habitual en los anfibios. Se encuentra en peligro crítico de extinción debido a la pérdida y degradación de su hábitat a causa de la minería. Anteriormente se consideraba una especie diferente a Nimbaphrynoides liberiensis, pero estudios recientes la consideraron una subespecie de N. occidentalis.